# Oskar Homolka
Oskar Homolka (født 12. august 1898, død 27. januar 1978) var en østrigsk film- og teaterskuespiller, der arbejdede i Tyskland, Storbritannien og USA. Både hans stemme og hans fremtoning gjorde ham egnet til roller som kommunistiske spioner eller sovjetiske embedsmænd, hvilke medførte regelmæssig efterspørgsel. Da han var fyldt 30, havde han medvirket i mere end 400 skuespil, og han har i sin filmkarriere medvirket i mindst 100 film og tv-shows.